# Замочек (Чашникский район)
Замочек (белор. Замачак, Замочокъ (1790), Бьлыничи (1871), Замочекъ (1907)) — деревня Чашникском районе Витебской области Белоруссии, в составе Круглицкого сельсовета.
Население (2009 г.) — 280 человек.
Количество домовладений — 129.

## География
Замочек стоит вдоль реки Усвейка окутанный озерной грядой (Кобыльщица, Зеленец, Мелкое и Глубокое). Поперек деревни проходит автодорога H3804 и старая заростающая дорога по направлениям Коровичи — Каменец

## История
Первые упоминания деревни датированы XV веком.
В результате второго раздела Речи Посполитой (1793) Замочек вошёл в состав Российской империи, где стал волостным центром Сенненского уезда Могилёвской губернии.
По состоянию на 1861 год полагаясь на 3-ех верстовые карты деревня оставалась с волостным правлением имея 31 домохозяйство.
По состоянию на 1910 год — Могилёвская губерния, Сеннинский уезд, Замочская волость, Село бывшее владельческое, на торговой дороге при реке Усвейке. Дворов 86 (50+36), 337(174+163) мужчин и 292(168+124) женщин, волостное правление, церковь православная (Замочский православный приход), школа, мельница. 30 вёрст до уездного города и 120 до Могилёва.
Церковь находилась на перекрёстке торговых путей на горе. К церковным землям относилась часть деревни каменец, что располагалась за прудом что соединяет реку Усвейку и озеро Кобыльщица.

## Школа
В 1861 году открылась церковно-приходская школа.

## Замочский православный приход
К замочскому православному приходу относилось 29 населенных пунктов с населением 4126 человек.